# Google Cast
Google Cast — це власний протокол, розроблений Google для відтворення аудіовізуального вмісту, що транслюється в Інтернеті, на сумісному споживчому пристрої. Протокол використовується для ініціювання та керування відтворенням вмісту на цифрових медіаплеєрах, телевізорах високої чіткості та домашніх аудіосистемах за допомогою мобільного пристрою, персонального комп’ютера чи розумної колонки. Протокол було вперше запущено 24 липня 2013 року для підтримки програвача Google Chromecast першого покоління. Google Cast SDK було випущено 3 лютого 2014 року, дозволяючи третім сторонам модифікувати своє програмне забезпечення для підтримки протоколу. За даними Google, станом на травень 2015 року було доступно понад 20 000 додатків із підтримкою Google Cast. Відтоді підтримку Google Cast було інтегровано в інші пристрої, такі як Nexus Player та інші пристрої Android TV (наприклад, телевізори), а також звукові панелі. , колонки та новіші моделі Chromecast. Споживчі пристрої, які нативно підтримують протокол, продаються як вбудовані Chromecast. Станом на жовтень 2017 року було продано понад 55 мільйонів Chromecast і пристроїв із вбудованим Chromecast.
Приймачі Google Cast можуть передавати вміст двома методами: перший використовує мобільні та веб-програми, які підтримують технологію Google Cast; другий дозволяє віддзеркалювати вміст веб-браузера Google Chrome, який працює на персональному комп’ютері, а також вміст, який відображається на деяких пристроях Android. В обох випадках відтворення ініціюється за допомогою кнопки «cast» на пристрої-відправнику.
Основний спосіб відтворення медіафайлів на пристрої – це мобільні та веб-додатки з підтримкою Google Cast, які керують вибором програми, відтворенням і гучністю. Пристрої-приймачі Google Cast передають медіафайли з Інтернету в локальній версії браузера Chrome, таким чином звільняючи пристрій-відправник для виконання інших завдань, таких як відповідь на дзвінок або використання іншої програми, не перериваючи відтворення. Мобільні програми з підтримкою Google Cast доступні як для Android 4.1+, так і для iOS 7.0+; веб-програми, увімкнені для Google Cast, доступні на комп’ютерах із Google Chrome версії 72 або пізнішої (у Microsoft Windows 7+, macOS 10.7+ і ChromeOS) через установку «розширення Cast» у браузері. Контент, що транслюється, може бути в Інтернеті, як надається певними програмами, або зберігатися в локальній пам’яті пристрою відправника.
Вміст також можна віддзеркалювати з вкладки браузера Chrome (з розширенням Cast) на персональному комп’ютері або з екрана деяких пристроїв Android 4.4+. У разі «кастингу вкладок» якість зображення залежить від обчислювальної потужності пристрою, а до потокового відео застосовуються мінімальні системні вимоги. Контент, який використовує плагіни, як-от Silverlight і QuickTime, не працює повністю, оскільки в потоку може бути відсутнім звук або зображення. Подібним чином зображення екрана, відображені з пристроїв Android, як правило, погіршуються, відображаючи той факт, що відео, яке відображається на менших екранах планшетів і смартфонів, зазвичай зменшується.
Пристрої-відправники раніше мали бути під’єднані до тієї ж мережі Wi-Fi, що й пристрій-приймач Google Cast, щоб транслювати вміст, аж до додавання функції «гостьового режиму» 10 грудня 2014 року. Якщо цю функцію ввімкнено, ця функція дозволяє пристроям-відправникам виявляти сусідній програвач шляхом виявлення ультразвукового звуку, який випромінює телевізор або акустична система, до якої підключено програвач; альтернативно пристрій-відправник може бути з’єднаний із пристроєм-одержувачем за допомогою чотиризначного PIN-коду. Гостьовий режим доступний лише для Chromecast; пристрої Nexus Player і Android TV не підтримують цю функцію.

## SDK і сумісні програми

### Випуск і розповсюдження
Коли було випущено Chromecast першого покоління, були доступні чотири програми, сумісні з Google Cast: YouTube і Netflix підтримувалися як веб-програми для Android, iOS і Chrome; Google Play Music і Google Play Movies & TV також підтримувалися, але спочатку лише як програми для Android. Додатковим програмам, які підтримують трансляцію, потрібен доступ до набору програмного забезпечення Google Cast (SDK). SDK було вперше випущено як попередній перегляд 24 липня 2013 року. Google радив зацікавленим розробникам використовувати SDK для створення та тестування програм, але не розповсюджувати їх. Хоча це застереження залишалося в силі, програми з підтримкою Google Cast для Hulu Plus і Pandora Radio були випущені в жовтні 2013 року, а HBO GO - у листопаді. Google запросив розробників на дводенний хакатон 7 грудня в Googleplex, своїй штаб-квартирі в Маунтін-В’ю, пропонуючи можливість протестувати «майбутній випуск» SDK. У сесії взяли участь 40 розробників із 30 компаній, після чого було представлено 10 додаткових програм, зокрема Plex, Avia та Realplayer Cloud.
Google відкрив SDK для всіх розробників 3 лютого 2014 року. У своїй вступній документації та відеопрезентації Google сказав, що SDK працює як з пристроями Chromecast, так і з іншими безіменними «пристроями-приймачами трансляції». Менеджер із продуктів Chromecast Ріш Чандра сказав, що Google використав проміжний час, щоб підвищити надійність SDK і задовольнити тих розробників, які шукали швидкий і простий спосіб транслювати фото на телевізор без великої кількості програм. Google також зробив SDK частиною структури Google Play Services, надаючи таким чином користувачам доступ до нових програм без необхідності оновлення самої Android. Згодом багато інших програм було оновлено для підтримки Google Cast. На Google I/O 2014 компанія оголосила, що 6 000 зареєстрованих розробників працюють над 10 000 програмами, готовими до Google Cast; до конференції наступного року кількість сумісних програм подвоїлася. Офіційний список сумісних програм і платформ Google доступний на веб-сайті Chromecast. Google опублікував приклади інтеграції Google Cast від Comedy Central, Just Dance Now, Haystack News і Fitnet.

### Framework
Інфраструктура розробки складається з двох компонентів: програми-відправника та програми-одержувача, обидва з яких використовують API, надані SDK.
Додаток відправника базується на існуючому мобільному додатку для Android або iOS або веб-додатку для настільних комп’ютерів виробника та надає користувачам засоби виявлення вмісту та засоби керування медіафайлами, включаючи можливість вибору пристрою, на який передається вміст. Під капотом програми-відправники можуть виявляти пристрої-одержувачі в одній локальній мережі, встановлювати безпечний канал і обмінюватися повідомленнями.
Додаток-приймач – це веб-додаток, який виконується в середовищі, схожому на браузер Chrome, на пристрої-приймачі трансляції. Залежно від різноманітності форматів вмісту, які програма може відтворювати, можна розробити програми-приймачі різної складності. Наприклад, простий додаток-приймач може просто відтворювати вміст HTML5, тоді як спеціальні додатки-приймачі, які вимагають більше зусиль у програмуванні, можуть використовувати різні протоколи потокового передавання, зокрема MPEG-DASH, HTTP Live Streaming (HLS) і Microsoft Smooth Streaming Protocol .

### Підтримувані носії
Chromecast підтримує формати зображень BMP, GIF, JPEG, PNG і WEBP з обмеженням розміру дисплея 720p (1280 × 720 пікселів). Підтримувані аудіокодеки: HE-AAC, LC-AAC, MP3, Vorbis, WAV (LPCM), FLAC (до 96 кГц/24-біт) і Opus; AC-3 (Dolby Digital) і E-AC-3 (EC-3, Dolby Digital Plus) доступні для наскрізного аудіо. Підтримувані відеокодеки для Chromecast першого та другого поколінь: H.264 High Profile Level 4.1 (декодування до 720p/60 кадрів на секунду (fps) або 1080p/30fps) і VP8. Підтримувані відеокодеки для Chromecast третього покоління: H.264 High Profile Level 4.2 (декодування до 720p/60 (fps) або 1080p/60fps) і VP8. Chromecast Ultra підтримує відеокодеки HEVC / H.265 Main і Main 10 Profiles до рівня 5.1 (2160p/60fps) і VP9 Profile 0 і Profile 2 до рівня 5.1 (2160p/60fps).

### Додаткові функції та API
На міжнародній виставці CES 2015 компанія Google оголосила про розширення Google Cast під назвою «Google Cast для аудіо», яке дозволяє програмам, які підтримують Google Cast SDK, відтворювати аудіо через сумісні колонки, звукові панелі та приймачі, підключені до Wi-Fi. Серед виробників, які підтримують Google Cast як вбудовану функцію у своїх колонках, LG і Sony.
У травні 2015 року Google представив нові набори API для Google Cast. API Cast Remote Display дозволяють розробникам створювати досвід роботи з другим екраном для таких програм, як ігри, без необхідності віддзеркалювати дисплеї. API Game Manager пропонують розробникам більше можливостей для створення ігор для кількох гравців. Нарешті, було надано додаткові API для керування автоматичним відтворенням і чергою вмісту.
У вересні 2015 року Google анонсувала «Fast Play» і супутні інструменти розробника, які спрямовані на зменшення затримок між завантаженням вмісту. У типовому сценарії, якщо користувач переглянув перші три епізоди телесеріалу, четвертий епізод може завантажуватися у фоновому режимі. З тих пір випуск функції відкладено.